# Elena Maróthy-Šoltésová
Elena Maróthy-Šoltésová (ur. 6 stycznia 1855 w Krupinie, zm. 11 lutego 1939 w Martinie) – słowacka pisarka, publicystka, redaktorka, działaczka społeczna, czołowa postać ruchu kobiecego na Słowacji. Autorka prozy zaliczanej do pierwszej fali realizmu.

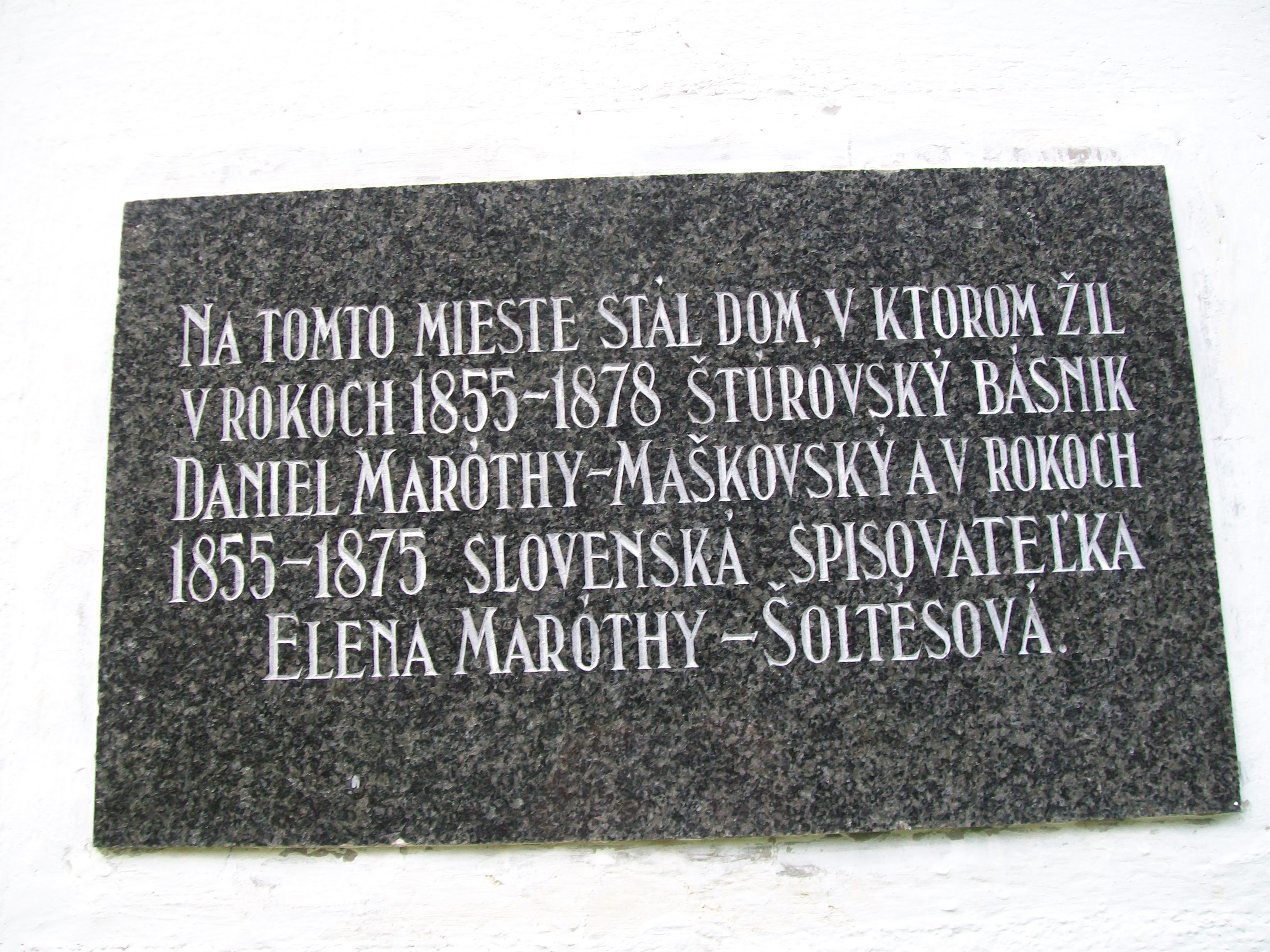
Tablica pamiątkowa, Ľuboreč

## Życiorys
Elena była córką poety, wielebnego Daniela Maróthy i Karoliny Hudecovej. Jej matka zmarła, gdy była jeszcze młoda, a ojciec powtórnie ożenił się z Ľudoviką Bauerová. Jej przyrodnim bratem był Ľudovít Maróthy, ewangelicki ksiądz i pisarz . Wykształcenie zdobyła w Ľuboreču, w niemieckim instytucie dla dziewcząt w Łuczeńcu i Popradzie. W 1875 roku wyszła za mąż za kupca, Ľudovíta Michała Šoltésa, z którym miała dwoje dzieci. Córka Elena zmarła w wieku ośmiu lat, a jej syn Ivan Daniel w wieku 33 lat.
Zamieszkali w Martinie – mieście uważanym wówczas za centrum słowackiego życia kulturalnego i narodowego, w którym mieszkała aż do śmierci. Tam poświęciła się działalności literackiej, kulturalnej i społecznej. Przez całe życie była zaangażowana w ruch kobiet. Podkreśliła potrzebę edukacji kobiet i ich miejsca w ruchu narodowym – idee te przekazywała również w swoich pracach . W 1880 roku została członkiem stowarzyszenia słowackich kobiet Živena, w którym pełniła funkcję przewodniczącej od 1894 do 1927 roku. Od 1912 do 1922 roku był redaktorką magazynu „Živena”. Maróthy-Šoltésová wspierała czynnie kształcenie kobiety w swoim kraju. Działając w stowarzyszeniu Živena zainicjowała powstanie kilku szkół i kursów dla kobiety, w tym Instytutu M.R. Štefánika (słow. Konzervatívny inštitút Milana Rastislava Štefánika).
Elena Maróthy-Šoltésová jest przedstawicielką wczesnego realizmu w literaturze. Najbardziej znana jest jej powieść Proti prúdu, wydana w 1894 roku, oraz pamiętnik Moje deti (1923-1924), który został przetłumaczony na kilka języków. W 1925 wydała wspomnienia Sedemdesiat rokov života. Jej eseje o słowackiej literaturze zostały opublikowane w Korešpondencia Timravy a Šoltésovej (1952) i Pohľady na literatúru(1958).

## Wybrana twórczość
- 1881 – Na dedine
- 1882 – Prípravy na svadbu
- 1882 – Dozvuky k poslednému valnému zhromaždeniu Živeny
- 1885 – Úloha Živeny
- 1885 – Umierajúce dieťa
- 1891 – V čiernickej škole
- 1894 – Proti prúdu
- 1895 – O románe Proti prúdu
- 1896 – Prvé previnenie
- 1898 – Popolka
- 1898 – O vplyve zábavného čítania
- 1902 – Za letného večera
- 1913 / 1917 – Môj syn
- 1923 / 1924 – Moje deti
- 1925 – Sedemdesiat rokov života